# Downloadbare inhoud
Downloadbare inhoud of downloadbare content (Engels: downloadable content, vaak aangeduid als DLC) is een vorm van digitale media, verspreid via het internet. Het begrip wordt voornamelijk gebruikt voor inhoud, gemaakt voor computerspellen, die afzonderlijk wordt uitgegeven van het hoofdspel. Soms wordt het begrip ook aangeduid voor al het digitale vermaak dat via het internet wordt uitgedeeld.

## Geschiedenis

### Voorlopers van de DLC
De eerste vorm van DLC was gemaakt en in dienst van GameLine van Atari 2600, waarmee gebruikers spellen konden ophalen door middel van een telefoonkabel. Een soortgelijke dienst die in de Verenigde Staten werd gelanceerd in 1994, genaamd Sega Channel, maakte het mogelijk om spellen op te halen naar de Sega Genesis door middel van een kabel voor kabeltelevisie.
De DLC verspreid via Sega Channel en GameLine bestond alleen uit volledige spellen en waren nog geen uitbreidingen op bestaande spellen.

### Op depersoonlijke computer
Naarmate de populariteit van de computer steeg, steeg ook de populariteit om via het internet media te verspreiden. De meeste content was door mensen zelf gecreëerd en daarna online gezet. Veelal mods en speelvelden (maps). 
Het grootste deel van deze soort inhoud was gratis verkrijgbaar, en het begrip downloadable content wordt hier haast niet voor gebruikt. Meestal wordt dit soort inhoud benoemd met de term "user-generated content". Desondanks worden deze mods en maps gezien als voorloper van de huidige vorm van de verspreiding van DLC voor computerspellen.

### Opspelcomputers
Microsoft was het eerste bedrijf dat via Xbox Live succesvol DLC introduceerde. Vele originele Xbox Live-titels, zoals Splinter Cell, Halo 2 en Ninja Gaiden boden extra inhoud aan. De meeste van deze inhoud, met uitzondering van titels uitgebracht door Microsoft, was gratis.
Microsoft implementeerde als eerste betaling voor DLC. Dit gebeurde met het computerspel Mech Assault uit 2002.
Met de uitgave van de Xbox 360, integreerde Microsoft DLC vollediger in de spelcomputer, door middel van de oprichting van Xbox Live Marketplace. Ook zorgde men ervoor dat de creditcard niet meer nodig was, door hun eigen systeem van Microsoft Points te introduceren. Dit werd later overgenomen door Nintendo met Wii Points en door Sony met de PlayStation Network Card.
Ook Sony introduceerde hun eigen versie van de Xbox Live Marketplace, genaamd de PlayStation Store. Nintendo kwam later met hun Wii Shop Channel, waar speltitels uitgegeven op vorige generaties (zoals de Nintendo GameCube, enz.) gedownload konden worden naar de Wii.